# حملة مونتينوت

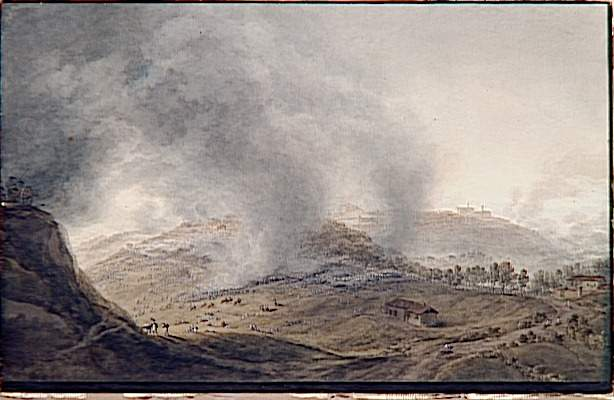
أول نظرة على معركة موندوفي وموقع بريشيتو - 21 أبريل 1796. فرساي، قصور فرساي وتريانون.

بدأت حملة مونتينوت في 10 أبريل 1796 بمعركة فولتري وانتهت بهدنة كيراسكو في 28 أبريل. في أول قيادة عسكرية له، نفذ الجيش الفرنسي بقيادة نابليون بونابرت عملية عسكرية فصلت جيش مملكة سردينيا-بيمونت بقيادة مايكل أنجلو أليساندرو كولي-ماركي عن حليفه جيش هابسبورغ بقيادة يوهان بيتر بوليو. هزم الفرنسيون جيشي هابسبورغ وسردينيا وأجبروا سردينيا على الانسحاب من التحالف الأول. كانت هذه الحملة جزءًا من حروب الثورة الفرنسية. تقع قرية مونتينوت سوبيريور عند تقاطع الطريقين 12 و41 في منطقة ليغوريا شمال غرب إيطاليا، على بعد 15 كيلومتر شمال شرق بلدية كاركير، لكن القتال وقع في منطقة ممتدة من جنوة في الشرق إلى كونيو في الغرب.
في ربيع عام 1796، خطط بونابرت لشن هجوم على الجيوش المشتركة لسردينيا وملكية هابسبورغ. على أي حال، تحرك جيش هابسبورغ أولًا، فهاجم الجناح الأيمن الفرنسي في فولتري، بالقرب من جنوة. ردًا على ذلك، شن بونابرت هجومًا مضادًا على مركز تشكيلة العدو، وضرب الحد الفاصل بين جيوش خصومه. بفوزه على النمساويين في مونتينوت، سعت العبقرية العسكرية الناشئة إلى توجيه جيش بيمونت غربًا وتوجيه النمساويين إلى الشمال الشرقي. بدأت الانتصارات في ميليزيمو على جيش سردينيا وفي معركة ديغو الثانية على النمساويين بالتفريق بينهما. طارد جيش بونابرت جيش بيمونت غربًا بعد اشتباك ثانٍ في تشيفا، وترك فرقةً لمراقبة النمساويين المذهولين. بعد أسبوع من هزيمة الفرنسيين لجيش سردينيا في موندوفي، وقعت حكومة سردينيا هدنة وانسحبت من حرب التحالف الأول. في غضون أسبوعين ونصف، تغلب بونابرت على أحد أعداء فرنسا، وترك جيش هابسبورغ المشلول ليكون خصمه الباقي في شمال إيطاليا.

## الحملة

### فولتري ومونتينوت
:في هذه المعركة كان بوليو من تحرك أولًا. في 10 أبريل، ترافق قائد جيش هابسبورغ مع سيبوتندورف و3,200 رجل أثناء تقدمهم عبر ممر تورتشينو لمهاجمة 5,000 رجل فرنسي بقيادة سيرفوني في معركة فولتري. في الوقت نفسه، اجتاز رتل فيليب بيتوني فون داننفيلد الذي يبلغ قوامه 4,000 جندي ممر بوكيتا. «كان الهجوم سيئ التنظيم والتنسيق ومن المستغرب مشاركة عدد صغير من القوات فيه». بتفوق الأعداد عليه، أجرى سيرفوني، «انسحابًا بارعًا إلى الغرب» متجنبًا الوقوع في فخٍ. تراجع بوليو عن ملاحقة سيرفوني وبدأ في نقل وحداته لدعم جناحه الأيمن. ترك كتيبتين للسيطرة على فولتري وأرسل أربع كتائب أخرى مع جوزيف فيليب فوكاسوفيتش في مسيرة شاقة عبر التلال إلى ساسيلو. أمر الجزء الأكبر من قواته بالعودة إلى أكوي.
بعد يوم من التأخير، جمع أرجنتو وماتياس روكافينا فون بوينوغراد 4,000 جندي بالقرب من مونتينوت في صباح اليوم الحادي عشر من الشهر. تقدمت هذه القوات باتجاه الجنوب الشرقي نحو ألفي جندي فرنسي في مونت ليغينو. في غضون ذلك، احتل لواء نمساوي ثانٍ ساسيلو. صد أنطوان غيوم رامبون عدة هجمات نمساوية على مونت ليغينو خلال النهار. أمر بونابرت لاهارب بمهاجمة أرجنتو في اليوم التالي مع لواءين، في حين طوق ماسينا الجناح النمساوي باللواء الثالث. وجه أيضًا أوجيرو ومينير بالاحتشاد في كاركير.
في 12 أبريل، هزم جيش بونابرت الفرنسي جنود أرجنتو في معركة مونتينوت. شن لاهارب هجومًا مباشرًا بسبعة آلاف جندي من مونت ليغينو، وتحرك ماسينا شمالًا مع أربعة آلاف رجل للالتفاف على جناح أرجنتو الأيمن الضعيف. في غضون ذلك، نُقل 11,000 جندي آخر وتوضعوا خلف القواتِ المهاجمة. حققت خطة ماسينا بالمحاوطة مبتغاها وفشلت جهود أرجنتو في سد الفجوة. انسحب النمساويون وهاجم الفرنسيون قواتهم الأقل عددًا. سحب أرجنتو قوته المدمرة إلى ديغو، واشتكى من أنه لا يستطيع حشد سوى 700 رجل للخدمة.

### ميليسيمو وديغو وتشيفا
حول بونابرت توجهه غربًا ضد جيش كولي في 13 أبريل. نجحت فرقة أوجيرو في صد قوة بروفيرا الهزيلة في معركة ميليسيمو. لتغطية الانسحاب، احتل بروفيرا مع 1,000 جندي قلعة مدمرة على قمة تل. بدلًا من تجاوز هذه العقبة، أمر بونابرت بمداهمة قلعة كوسيريا. طوال اليوم، عملت قوات النمسا وسردينيا على صد عدة هجمات أسفرت عن خسائر فادحة في صفوف الفرنسيين. استسلم بروفيرا في صباح اليوم التالي عندما نفد الطعام والماء والذخيرة من جيش دفاعه.
في 14 أبريل، وجه بونابرت ماسينا ولاهارب لمهاجمة أرجنتو في معركة ديغو الثانية. بعد أن أوقعوا 1,500 ضحية فرنسية، قُتل معظم النمساويين وأُصيب وأُسر عدد آخر منهم. قاد أرجنتو فلول قواته إلى أكوي. ترك بونابرت ماسينا وأحد ألوية مينير للسيطرة على ديغو وأمر لاهارب بالعودة إلى كاركير.
أمر بوليو لواء فوكاسوفيتش بالانتقال إلى ديغو في الرابع عشر من الشهر، لكن الأمر بصياغته الضعيفة تسبب بتأخر التنفيذ يومًا واحدًا. في فجر يوم 15 أبريل، فاجأ فوكاسوفيتش قوات مينير وهي تنهب المدينة ودحر الفرنسيين. استدعى ماسينا لاهارب على عجل لاستعادة ديغو. بعد عدة ساعات، ومن خلال معركة شرسة، استعاد الفرنسيون المسلحون بكثافة المدينة، مع إشراف بونابرت على الهجوم. تراجع فوكاسوفيتش إلى أكوي.
بعد اشتباكٍ بين أوجيرو وكولي في مونتيزيمولو، انسحبت قوات سردينيا إلى تشيفا. في 16 أبريل، هاجم أوجيرو جيش سردينيا وصُد في معركة تشيفا. انسحب كولي إلى نهر كورساغليا في سان ميشيل موندوفي خوفًا من احتمال تعرض مؤخرة جيشه للهجوم على يد سيريوريه، الذي كان يقترب من أورنيا. ترك كتيبةً خلفه للاحتفاظ بحصن تشيفا الصغير. أمر بونابرت لاهارب باستطلاع ساسيلو لتحديد مكان وجود بوليو. أبلغ مينير عن مرضه، لذلك تولى ماسينا القيادة المباشرة لفرقته، التي ظلت بالقرب من ديغو.

### موندوفي وشيراسكو
عاد لاهارب إلى ديغو، ولم يبلغ عن أي نشاط للعدو. في هذه الأثناء، أعاد بوليو حشد جيشه المنهك بالقرب من أكوي ووجه كولي جان غاسبارد ديشا دي تويسينج مع 8,000 جندي و15 مدفعًا للدفاع عن موقع كورساغليا. في 19 أبريل، أمر بونابرت سيريوريه بمهاجمة سان ميشيل في حين حاوط أوجيرو مسار النهر من الشمال. فشل جهد أوجيرو بسبب ارتفاع مستوى المياه. شق جنود سيريوريه طريقهم عبر النهر، لكنهم تفرقوا بعد ذلك بحثًا عن الطعام والغنائم. رد كولي الهجوم وصد الفرنسيين. في ذلك اليوم، حول بونابرت خط إمداده من ممر كاديبونا المكشوف إلى طريقٍ أكثر أمانًا عبر إمبيريا وأورميا. استدعى بونابرت ماسينا لشن هجوم من ثلاث فرق على موقع سان ميشيل. عمل لاهارب على حماية مؤخرة الجيش من هجوم نمساوي.
في مواجهة الحشد الفرنسي الكثيف، تخلى كولي عن مسار نهر كورساغليا في ليلة 20/21 أبريل. لكن سرعان ما اجتاحت المطاردة الفرنسية الحثيثة الحرس الخلفي لجيش سردينيا. لم يكن لدى كولي الوقت الكافي لترتيب قواته قبل أن يهاجمه سيريوريه في معركة موندوفي. شكل الجنرال الفرنسي من قواته الأقل خبرة، ثلاثةَ أرتالٍ وعمل على تغطيتها بالمحاربين المخضرمين بتشكيلة مفتوحة. بقيادته للرتل المركزي، أطلق سيريوريه بعدها هجومه بدعم من فرقة ماسينا. وبغض النظر عن المقاومة، فرّق الفرنسيون خطوط جيش سردينيا وأجبروهم على التخلي عن موندوفي. قُتل ديشاه. أُصيب ستنغل بجروح مميتة حين كان يقود قوة من الخيالة في المطاردة.
بعد إجبار سلطات موندوفي المحلية على تسليم كمية كبيرة من المؤن، بدأ بونابرت المطاردة. في صباح يوم 23 أبريل، تلقى قائد الجيش الفرنسي رسالة من كولي يطلب فيها هدنة. حث بونابرت رجاله بلا رحمة على المضي قدمًا لغزو أكبر قدر ممكن من الأراضي. أدى وصول الجنود الفرنسيين المرهقين والجياع إلى السهول الغنية نسبيًا إلى الاندفاع بأعمال نهبٍ واسعة وأطلق بونابرت النار على العديد من الرجال لتثبيط هذه العملية. بحلول 25 أبريل، كان سيريوريه في فوسانو على الجهة اليسرى وسيطر ماسينا على شيراسكو في الوسط واحتل أوجيرو ألبا على الجهة اليمنى، في حين عزز لاهارب الخط الخلفي. صدرت تعليمات لماكوارد وغارنييه بالاستيلاء على كونيو. حول بونابرت خط الإمداد الخاص به مرة أخرى، وهذه المرة إلى ممر كول دي تيندي الآمن.
بموجب هدنة شيراسكو، الموقعة في 28 أبريل، خضعت الأراضي الواقعة شرق نهري ستورا دي ديمونت وتانارو للسيطرة الفرنسية. تمركزت حاميات فرنسية في حصون كونيو وتشيفا وتورونا. بالإضافة إلى ذلك، منحت قوات سردينيا الجيش الفرنسي الإذن بعبور أراضيها متى ما رغب بذلك. سمح بند سري لبونابرت بعبور نهر بو في مدينة فالينزا. تُرك الإقرار على الهدنة والتوقيع على معاهدة رسمية للحكومة الفرنسية. أرسل بونابرت يواكيم مورات إلى باريس مع المعلومات المفصلة.